# NorthEast United Football Club 2021-2022
Questa voce raccoglie le informazioni riguardanti il NorthEast United nelle competizioni ufficiali della stagione 2021-2022.

## Organigramma societario

### Staff tecnico
- Khalid Jamil - Allenatore
- Alison Kharsyntiew - Vice allenatore
- Cristian Patru - Allenatore portieri

## Rosa
| N. |                      | Ruolo | Calciatore              |
| -- | -------------------- | ----- | ----------------------- |
| 1  | India (bandiera)     | P     | Subhasish Roy Chowdhury |
| 2  | Australia (bandiera) | D     | Patrick Flottmann       |
| 3  | India (bandiera)     | D     | Tondonba Singh          |
| 4  | India (bandiera)     | D     | Provat Lakra            |
| 5  | India (bandiera)     | D     | Gurjinder Kumar         |
| 7  | India (bandiera)     | C     | Rochharzela             |
| 8  | India (bandiera)     | C     | Imran Khan              |
| 11 | Austria (bandiera)   | C     | Marco Sahanek           |
| 12 | India (bandiera)     | C     | Pragyan Medhi           |
| 13 | India (bandiera)     | C     | Emanuel Lalchhanchuaha  |
| 14 | Spagna (bandiera)    | C     | Hernán Santana          |
| 15 | India (bandiera)     | A     | V.P. Suhair             |
| 16 | India (bandiera)     | D     | Mohammed Irshad         |
| 17 | India (bandiera)     | A     | Laldanmawia Ralte       |
| 21 | India (bandiera)     | A     | Manvir Singh            |

| N. |                     | Ruolo | Calciatore         |
| -- | ------------------- | ----- | ------------------ |
| 22 | India (bandiera)    | A     | Gani Nigam         |
| 23 | India (bandiera)    | D     | Jestin George      |
| 24 | India (bandiera)    | D     | Joe Zoherliana     |
| 25 | India (bandiera)    | D     | Nabin Rabha        |
| 26 | Giamaica (bandiera) | A     | Deshorn Brown      |
| 27 | India (bandiera)    | A     | Lalkhawpuimawia    |
| 29 | India (bandiera)    | C     | Sehnaj Singh       |
| 32 | India (bandiera)    | P     | Mirshad Michu      |
| 33 | India (bandiera)    | P     | Sanjiban Ghosh     |
| 40 | Brasile (bandiera)  | C     | Marcelinho         |
| 43 | India (bandiera)    | C     | Pragyan Gogoi      |
| 44 | India (bandiera)    | P     | Nikhil Deka        |
| 49 | India (bandiera)    | A     | William Lalnunfela |
| 66 | India (bandiera)    | D     | Mashoor Shereef    |
|    | Senegal (bandiera)  | D     | Zakaria Diallo     |

### Altri giocatori
| N. |                    | Ruolo | Calciatore       |
| -- | ------------------ | ----- | ---------------- |
|    | Uruguay (bandiera) | C     | Federico Gallego |

| N. |  | Ruolo | Calciatore |
| -- |  | ----- | ---------- |

## Calciomercato
| Acquisti | Acquisti                | Acquisti       | Acquisti   |
| R.       | Nome                    | da             | Modalità   |
| -------- | ----------------------- | -------------- | ---------- |
| P        | Subhasish Roy Chowdhury |                |            |
| P        | Nikhil Deka             |                |            |
| P        | Sanjiban Ghosh          |                |            |
| P        | Mirshad Michu           | East Bengal    | Definitivo |
| D        | Rakesh Pradhan          | Odisha         | Definitivo |
| D        | Joe Zoherliana          |                | Svincolato |
| D        | Tondonba Singh          | Mumbai City    | Definitivo |
| D        | Mohammed Irshad         | Punjab FC      | Definitivo |
| D        | Khassa Camara           |                |            |
| D        | Provat Lakra            |                |            |
| D        | Nabin Rabha             |                |            |
| D        | Mashoor Shereef         |                |            |
| D        | Gurjinder Kumar         |                |            |
| D        | Jestin George           | Gokulam Kerala | Definitivo |
| D        | Patrick Flottmann       |                | Svincolato |
| C        | Sehnaj Singh            | East Bengal    | Definitivo |
| C        | Emanuel Lalchhanchuaha  | Bengaluru      | Definitivo |
| C        | Hernán Santana          |                | Svincolato |
| C        | Mathias Coureur         | Samsunspor     | Definitivo |
| C        | Federico Gallego        |                |            |
| C        | Imran Khan              |                |            |
| C        | Rochharzela             |                |            |
| C        | Fanai Lalrempuia        |                |            |
| C        | Pragyan Gogoi           |                |            |
| C        | Britto PM               |                |            |
| C        | Pragyan Medhi           | Indian Arrows  | Definitivo |
| A        | V.P. Suhair             |                |            |
| A        | Danmawia                | Hyderabad      | Definitivo |
| A        | William Lalnunfela      |                | Svincolato |
| A        | Deshorn Brown           |                |            |
| A        | Lalkhawpuimawia         |                |            |
| A        | Laldanmawia Ralte       |                | Svincolato |
| A        | Manvir Singh            | Sudeva Delhi   | Definitivo |
| A        | Gani Nigam              |                | Svincolato |

| Cessioni | Cessioni             | Cessioni        | Cessioni   |
| R.       | Nome                 | a               | Modalità   |
| -------- | -------------------- | --------------- | ---------- |
| P        | Gurmeet Singh        | Hyderabad       | Definitivo |
| D        | Nim Dorjee Tamang    | Hyderabad       | Definitivo |
| D        | Wayne Vaz            | Mohammedan      | Definitivo |
| D        | Rakesh Pradhan       | Mohammedan      | Definitivo |
| D        | Dylan Fox            | FC Goa          | Definitivo |
| D        | Ashutosh Mehta       | ATK Mohun Bagan | Definitivo |
| D        | Benjamin Lambot      | RFC Liegi       | Definitivo |
| D        | Ponif Vaz            | Real Kashmir    | Definitivo |
| C        | Fanai Lalrempuia     |                 | Svincolato |
| C        | Lalengmawia          | Mumbai City     | Definitivo |
| C        | Ninthoinganba Meetei | Chennaiyin      | Definitivo |
| C        | Britto PM            | Indian Navy     | Definitivo |
| A        | Kwesi Appiah         | Crawley Town    | Definitivo |
| A        | Idrissa Sylla        | Farense         | Definitivo |

### Mercato invernale
| Acquisti | Acquisti       | Acquisti      | Acquisti   |
| R.       | Nome           | da            | Modalità   |
| -------- | -------------- | ------------- | ---------- |
| D        | Zakaria Diallo | Al-Shabab     | Definitivo |
| C        | Marcelinho     | Rajasthan Utd | Prestito   |
| C        | Marco Sahanek  |               | Svincolato |

| Cessioni | Cessioni        | Cessioni         | Cessioni   |
| R.       | Nome            | a                | Modalità   |
| -------- | --------------- | ---------------- | ---------- |
| D        | Khassa Camara   | Hyderabad        | Definitivo |
| C        | Mathias Coureur | Černo More Varna | Definitivo |

### Post stagione
| Acquisti | Acquisti | Acquisti | Acquisti |
| R.       | Nome     | da       | Modalità |
| -------- | -------- | -------- | -------- |

| Cessioni | Cessioni       | Cessioni               | Cessioni      |
| R.       | Nome           | a                      | Modalità      |
| -------- | -------------- | ---------------------- | ------------- |
| C        | Marcelinho     | Rajasthan Utd          | Fine prestito |
| C        | Hernán Santana | Shenzhen Xin Pengcheng | Definitivo    |

## Risultati

### Indian Super League
| Arbitro: | Kumar Gupta R. |

|                                                               |           |                                       |
| Cleiton Silva 14’ Mashoor Shereef 23’ (A.g.) Prince Ibara 81’ | Marcatori | 17’ Deshorn Brown 26’ Mathias Coureur |

| Margao 25 novembre 2021, ore 15:00 UTC+5:30 2ª giornata | NorthEast Utd  | 0 – 0 referto | Kerala Blasters | Fatorda Stadium (0 spett.)\| Arbitro: \| Purkayastha A. \| |
| Arbitro:                                                | Purkayastha A. |               |                 |                                                            |

| Arbitro: | Kanojia A. |

|                 |           |                                             |
| V.P. Suhair 50’ | Marcatori | 41’ Lallianzuala Chhangte 75’ Anirudh Thapa |

| Margao 4 dicembre 2021, ore 15:00 UTC+5:30 4ª giornata                                    | NorthEast Utd | 2 – 1 referto       | FC Goa | Fatorda Stadium (0 spett.) |
| \| \| \| \| \| Rochharzela 10’ Khassa Camara 90+3’ \| Marcatori \| 13’ Romario Jesuraj \| |               |                     |        |                            |
|                                                                                           |               |                     |        |                            |
| Rochharzela 10’ Khassa Camara 90+3’                                                       | Marcatori     | 13’ Romario Jesuraj |        |                            |

| Arbitro: | Nathan S. |

|              |           |  |
| Jonathas 81’ | Marcatori |  |

| Arbitro: | Kanojia A. |

|                                                                                              |           |                       |
| Chinglensana Singh 12’ Bartholomew Ogbeche 27’, 78’ Aniket Jadhav 90+1’ Javier Siverio 90+5’ | Marcatori | 43’ Laldanmawia Ralte |

| Arbitro: | Kumar Gupta R. |

|                                       |           |  |
| V.P. Suhair 61’ Patrick Flottmann 68’ | Marcatori |  |

| Arbitro: | Kundu H. |

|                                    |           |                                           |
| V.P. Suhair 2’ Mashoor Shereef 88’ | Marcatori | 45+2’ Liston Colaco 53’, 76’ Hugo Boumous |

| Arbitro: | Rowan A. |

|                             |           |                                      |
| Deshorn Brown 29’, 56’, 80’ | Marcatori | 33’, 52’ Igor Angulo 40’ Bipin Singh |

| Arbitro: | Rowan A. |

|                                                       |           |                         |
| Jordan Murray 44’ Boris Singh 56’ Ishan Pandita 90+3’ | Marcatori | 4’, 90+1’ Deshorn Brown |

| Arbitro: | Ramachandra V. |

|                   |           |                   |
| Airam Cabrera 39’ | Marcatori | 2’ Hernán Santana |

| Arbitro: | Kanojia A. |

|  |           |                                           |
|  | Marcatori | 17’ Daniel Lalhlimpuia 22’ Aridai Cabrera |

| Arbitro: | Crystal J. |

|                                       |           |                       |
| Ariel Borysiuk 52’ Vladimir Koman 59’ | Marcatori | 35’ Laldanmawia Ralte |

| Arbitro: | Rowan A. |

|                         |           |                     |
| Ahmed Jahouh 30’ (Rig.) | Marcatori | 79’ Mohammed Irshad |

| Arbitro: | Venkatesh R. |

|  |           |                                                                                  |
|  | Marcatori | 3’, 60’ Bartholomew Ogbeche 45+3’ Akash Mishra 84’ Nikhil Poojari 88’ Edu García |

| Arbitro: | Mondal P. |

|                                           |           |                       |
| Jorge Pereyra Díaz 62’ Álvaro Vázquez 82’ | Marcatori | 90+6’ Mohammed Irshad |

| Arbitro: | Venkatesh R. |

|                                         |           |                   |
| Deshorn Brown 74’ Laldanmawia Ralte 80’ | Marcatori | 67’ Cleiton Silva |

| Arbitro: | Nagvenkar T. |

|                              |           |                     |
| Antonio Perošević 55’ (Rig.) | Marcatori | 45+2’ Marco Sahanek |

| Arbitro: | Rowan A. |

|                                      |           |                                                          |
| Laldanmawia Ralte 66’ Marcelinho 68’ | Marcatori | 35’ Seiminlen Doungel 58’ Greg Stewart 85’ Jordan Murray |

| Arbitro: | Venkatesh R. |

|                                                   |           |                 |
| Joni Kauko 22’ Liston Colaco 45’ Manvir Singh 53’ | Marcatori | 17’ V.P. Suhair |

#### Andamento in campionato
| Giornata  | 1  | 2  | 3 | 4 | 5 | 6  | 7 | 8 | 9  | 10 | 11 | 12 | 13 | 14 | 15 | 16 | 17 | 18 | 19 | 20 | 21 | 22 |
| --------- | -- | -- | - | - | - | -- | - | - | -- | -- | -- | -- | -- | -- | -- | -- | -- | -- | -- | -- | -- | -- |
| Luogo     | T  | C  | C | C | T | T  | C | C | C  | X  | T  | T  | C  | T  | T  | C  | T  | C  | T  | X  | C  | T  |
| Risultato | P  | N  | P | V | P | P  | V | P | N  | X  | P  | N  | P  | P  | N  | P  | P  | V  | N  | X  | P  | P  |
| Posizione | 10 | 10 | 9 | 9 | 9 | 10 | 9 | 9 | 10 | 10 | 10 | 10 | 11 | 10 | 10 | 11 | 11 | 10 | 10 | 10 | 10 | 10 |

Legenda:

Luogo: C = Casa; T = Trasferta. Risultato: V = Vittoria; N = Pareggio; P = Sconfitta.